# Altai (мобільний зв'язок)
Мобільний зв'язок Altai (стандарт технологій радіозв'язку) - стандарт мобільного зв'язку служби 0G, створена Радянським Союзом 1963 року. Стандарт працює в діапазонах частот ДМХ / УКХ. Хоча система була створена для телефонів на державному рівні, таких як для екстрених служб, він широко розповсюдився по великих містах.